# Teorie velkého třesku (12. řada)
V pořadí dvanáctá řada seriálu Teorie velkého třesku navazuje na jedenáctou řadu. V premiéře ji vysílala americká televize CBS od 24. září 2018 do 16. května 2019.
Dvanáctá řada je závěrečnou řadou seriálu.

## Seznam dílů
| Č. v seriálu | Č. v řadě | Původní název                   | Český název                    | Režie           | Scénář | Premiéra v USA     | Premiéra v ČR     | Produkční kód | Sledovanost v USA (v mil.) |
| ------------ | --------- | ------------------------------- | ------------------------------ | --------------- | --- | ------------------ | ----------------- | ------------- | -------------------------- |
| 256          | 1         | The Conjugal Conjecture         | Manželský kompromis            | Mark Cendrowski | námět: Chuck Lorre, Eric Kaplan a Tara Hernandez scénář: Steve Holland, Maria Ferrari a Jeremy Howe                                                                             | 24. září 2018      | 4. února 2019     | T12.16001     | 12,92                      |
| 257          | 2         | The Wedding Gift Wormhole       | Mystifikace se svatebním darem | Mark Cendrowski | námět: Steve Holland, Steven Molaro a Maria Ferrari scénář: Dave Goetsch, Eric Kaplan a Andy Gordon                                                                             | 27. září 2018      | 11. února 2019    | T12.16002     | 12,04                      |
| 258          | 3         | The Procreation Calculation     | Kalkulace reprodukce           | Mark Cendrowski | námět: Chuck Lorre, Tara Hernandez a Adam Faberman scénář: Steve Holland, Maria Ferrari a Anthony Del Broccolo                                                                  | 4. října 2018      | 18. února 2019    | T12.16003     | 12,29                      |
| 259          | 4         | The Tam Turbulence              | Turbulence s Tamem             | Mark Cendrowski | námět: Steve Holland, Steven Molaro a Maria Ferrari scénář: Dave Goetsch, Eric Kaplan a Jeremy Howe                                                                             | 11. října 2018     | 25. února 2019    | T12.16004     | 12,94                      |
| 260          | 5         | The Planetarium Collision       | Planetární kolize              | Mark Cendrowski | námět: Eric Kaplan, Andy Gordon a Alex Ayers scénář: Steve Holland, Maria Ferrari a Tara Hernandez                                                                              | 18. října 2018     | 4. března 2019    | T12.16005     | 12,22                      |
| 261          | 6         | The Imitation Perturbation      | Odveta za imitaci              | Mark Cendrowski | námět: Steve Holland, Maria Ferrari a Tara Hernandez scénář: Eric Kaplan a Jeremy Howe a Adam Faberman                                                                          | 25. října 2018     | 11. března 2019   | T12.16006     | 12,99                      |
| 262          | 7         | The Grant Allocation Derivation | Odklon finančních prostředků   | Mark Cendrowski | námět: Eric Kaplan, Anthony Del Broccolo a Alex Yonks scénář: Steve Holland, Dave Goetsch a Maria Ferrari                                                                       | 1. listopadu 2018  | 18. března 2019   | T12.16007     | 12,64                      |
| 263          | 8         | The Consummation Deviation      | Kulminace první noci           | Mark Cendrowski | námět: Chuck Lorre, Steve Holland a Maria Ferrari scénář: Eric Kaplan, Andy Gordon a Adam Faberman                                                                              | 8. listopadu 2018  | 25. března 2019   | T12.16008     | 12,85                      |
| 264          | 9         | The Citation Negation           | Frustrace z citace             | Kristy Cecil    | námět: Eric Kaplan, Tara Hernandez a Jeremy Howe scénář: Steve Holland, Dave Goetsch a Maria Ferrari                                                                            | 15. listopadu 2018 | 1. dubna 2019     | T12.16009     | 12,56                      |
| 265          | 10        | The VCR Illumination            | VHS reminiscence               | Mark Cendrowski | námět: Steve Holland, Steven Molaro a Bill Prady scénář: Maria Ferrari, Andy Gordon a Jeremy Howe                                                                               | 6. prosince 2018   | 8. dubna 2019     | T12.16010     | 12,52                      |
| 266          | 11        | The Paintball Scattering        | Rozhádaný paintball            | Mark Cendrowski | námět: Maria Ferrari,Tara Hernandez a Adam Faberman scénář: Steve Holland, Eric Kaplan a Anthony Del Broccolo                                                                   | 3. ledna 2019      | 15. dubna 2019    | T12.16011     | 12,80                      |
| 267          | 12        | The Propagation Proposition     | Skandální návrh                | Mark Cendrowski | námět: Chuck Lorre, Steve Holland a Jeremy Howe scénář: Maria Ferrari, Dave Goetsch a Eric Kaplan                                                                               | 10. ledna 2019     | 22. dubna 2019    | T12.16012     | 13,53                      |
| 268          | 13        | The Confirmation Polarization   | Radikální stanovisko           | Mark Cendrowski | námět: Eric Kaplan, Andy Gordon a Anthony Del Broccolo scénář: Steve Holland, Maria Ferrari a Tara Hernandez                                                                    | 17. ledna 2019     | 29. dubna 2019    | T12.16013     | 13,32                      |
| 269          | 14        | The Meteorite Manifestation     | Porcování meteoritu            | Mark Cendrowski | námět: Chuck Lorre, Steve Holland a Maria Ferrari scénář: Eric Kaplan, Tara Hernandez a Jeremy Howe                                                                             | 31. ledna 2019     | 6. května 2019    | T12.16014     | 13,66                      |
| 270          | 15        | The Donation Oscillation        | Revokace darování              | Mark Cendrowski | námět: Bill Prady, Jeremy Howe a Adam Faberman scénář: Steve Holland, Dave Goetsch a Maria Ferrari                                                                              | 7. února 2019      | 13. května 2019   | T12.16015     | 13,97                      |
| 271          | 16        | The D & D Vortex                | Hraní s celebritami            | Mark Cendrowski | námět: Steve Holland, Maria Ferrari a Anthony Del Broccolo scénář: Eric Kaplan, Andy Gordon a Tara Hernandez                                                                    | 21. února 2019     | 20. května 2019   | T12.16016     | 13,48                      |
| 272          | 17        | The Conference Valuation        | Nástrahy konkurence            | Mark Cendrowski | námět: Chuck Lorre, Steven Molaro a Eric Kaplan scénář: Steve Holland, Maria Ferrari a Jeremy Howe                                                                              | 7. března 2019     | 27. května 2019   | T12.16017     | 12,99                      |
| 273          | 18        | The Laureate Accumulation       | Akumulace laureátů             | Mark Cendrowski | námět: Steve Holland, Adam Faberman a David Saltzberg scénář: Dave Goetsch, Eric Kaplan a Maria Ferrari                                                                         | 4. dubna 2019      | 2. června 2019    | T12.16018     | 12,22                      |
| 274          | 19        | The Inspiration Deprivation     | Senzorická deprivace           | Mark Cendrowski | námět: Eric Kaplan, Maria Ferrari a Andy Gordon scénář: Steve Holland, Anthony Del Broccolo a Tara Hernandez                                                                    | 18. dubna 2019     | 9. června 2019    | T12.16019     | 11,44                      |
| 275          | 20        | The Decision Reverberation      | Definice postačování           | Mark Cendrowski | námět: Steven Molaro, Steve Holland a Tara Hernandez scénář: Eric Kaplan, Maria Ferrari a Jermey Howe                                                                           | 25. dubna 2019     | 16. června 2019   | T12.16020     | 11,84                      |
| 276          | 21        | The Plagiarism Schism           | Plagiátorské schizma           | Nikki Lorre     | námět: Eric Kaplan, Maria Ferrari a Adam Faberman scénář: Steve Holland, Dave Goetsch a Tara Hernandez                                                                          | 2. května 2019     | 23. června 2019   | T12.16021     | 12,48                      |
| 277          | 22        | The Maternal Conclusion         | Mateřská peripetie             | Kristy Cecil    | námět: Steve Holland, Eric Kaplan a Jeremy Howe scénář: Maria Ferrari, Andy Gordon a Anthony Del Broccolo                                                                       | 9. května 2019     | 30. června 2019   | T12.16022     | 12,59                      |
| 278          | 23        | The Change Constant             | Proměnlivá konstanta           | Mark Cendrowski | Chuck Lorre, Steve Holland, Steven Molaro, Bill Prady, Dave Goetsch, Eric Kaplan, Maria Ferrari, Andy Gordon, Anthony Del Broccolo, Tara Hernandez, Jeremy Howe a Adam Faberman | 16. května 2019    | 7. července 2019  | T12.16023     | 18,52                      |
| 279          | 24        | The Stockholm Syndrome          | Stockholmský syndrom           | Mark Cendrowski | Chuck Lorre, Steve Holland, Steven Molaro, Bill Prady, Dave Goetsch, Eric Kaplan, Maria Ferrari, Andy Gordon, Anthony Del Broccolo, Tara Hernandez, Jeremy Howe a Adam Faberman | 16. května 2019    | 14. července 2019 | T12.16024     | 18,52                      |